# Jan Michał Dąbrowski (pułkownik)
Jan Michał Dąbrowski herbu Dąbrowski (ur. 8 września 1718 w Trześniowie, zm. 28 sierpnia 1779) – polski pułkownik, porucznik armii saskiej. 

## Życiorys
Był synem Jana Stanisława Dąbrowskiego i Marianny Szymanowskiej. Absolwent jezuickiej szkoły w Lublinie. Na dwór Króla Stanisława Leszczyńskiego Jan Michał trafił dzięki prymasowi Teodorowi Potockiemu. Ożenił się w 1749 roku z Zofią Marią Lettow-Vorbek, która została matką późniejszego generała Jana Henryka Dąbrowskiego. Ze związku tego mieli jeszcze dwie córki: Ludwikę Krystynę (ur. 1752) oraz Aleksandrę Józefę (ur. 1754).
Jan Michał Dąbrowski wywodził się ze starego rodu osiadłego najpierw w Prusach Królewskich (Radzyń Chełmiński), później  na Lubelszczyźnie (Trześniów). Pułk, w którym służył, został po zdobyciu Gdańska (1734) wcielony do saskiej armii jako jeniec przez Fryderyka Augusta Rutowskiego i przeniesiony do Hoyerswerdy koło Drezna. W domu w Hoyerswerdzie chował syna Jana Henryka Dąbrowskiego, późniejszego generała.